# Rootsivere
Koordinaten: 58° 35′ N, 23° 7′ O
Rootsivere (deutsch Rootsiwere) ist ein Dorf (estnisch küla) auf der drittgrößten estnischen Insel Muhu. Es gehört zur gleichnamigen Landgemeinde (Muhu vald) im Kreis Saare (Saare maakond).

## Einwohnerschaft und Lage
Der Ort hat 33 Einwohner (Stand 31. Dezember 2011). Er liegt am Väike väin (Kleiner Sund), der Wasserstraße zwischen Muhu und Saaremaa. Vor dem Bau des Damms zwischen den beiden Inseln 1894–1897 führte der Weg zur Überfahrt nach Saaremaa durch das Dorf.